# Два Ивана, или Страсть к тяжбам
«Два Ивана, или Страсть к тяжбам» — роман (в некоторых источниках повесть) русского писателя Василия Нарежного, опубликованный в 1825 году, через две недели после смерти автора. Считается одним из наиболее значительных произведений Нарежного.
Действие романа происходит на Украине. Его главные герои — два помещика, Иван-старший и Иван-младший, которые бесконечно судятся из-за пустяка с соседом, паном Харитоном Занозой, и в итоге разоряются. Один из первых рецензентов написал, что автор «Двух Иванов» «подавал некогда большие о себе надежды». Сюжет романа впоследствии был использован земляком Нарежного Николаем Гоголем в «Повести о том, как поссорился Иван Иванович с Иваном Никифоровичем» (1834), где главные герои судятся уже друг с другом.
По словам литературоведа В. Коровина, в «Двух Иванах», как и в ещё одном романе Нарежного «Бурсак», «впервые представлена жизнь малороссийской провинции в специфическом соединении простодушного комизма и поэтичности». Автор здесь высмеивает мелкопоместное дворянство Украины, а его стиль явно эволюционирует в сторону реализма.